# Wilson, North Carolina
Wilson là thành phố quận lỵ quận Wilson6 trong khu vực đồng bằng ven biển của tiểu bang North Carolina, Hoa Kỳ. là thành phố lớn thứ 17 trong tiểu bang, Wilson đã có một dân số 50.652 người theo ước tính năm 2007. 
Theo điều tra của Cục điều tra dân số Hoa Kỳ, thành phố có diện tích tổng cộng 23,4 dặm vuông (60,7 km ²), trong đó, 23,3 dặm vuông (60,3 km ²) của nó là mặt đất và 0,2 dặm vuông (0,4 km ²) của nó (0,64%) là mặt nước.
Wilson tọa lạc tại các giao lộ Interstate 95 và 264, khoảng 45 phút về phía đông của Raleigh, thủ phủ bang.
Thành phố Wilson được đặt tên theo Louis Dicken Wilson (1789-1847), một chính trị gia Bắc Carolina và tướng trong quân đội Hoa Kỳ. Ông phục vụ trong Đại hội đồng Bắc Carolina và Thượng viện Bắc Carolina giữa 1814 và 1846. 

## Nhân khẩu
Theo điều tra dân số năm 2007, thành phố có dân số 50.652 người, 17.296 hộ, 11.328 gia đình cư trú tại thành phố. Mật độ dân số là 1,906.9 cư dân trên một dặm vuông (736.1/km ²). Có 18.660 đơn vị nhà ở mật độ trung bình của 801,3 mỗi dặm vuông (309.3/km ²). Cơ cấu chủgn tộc dân cư thành phố là 47,53% người Mỹ gốc Phi, 46,67% người da trắng, 0,31% người Mỹ bản địa, 0,58% người châu Á, người Thái Bình Dương 0,02%, 3,89% từ các chủng tộc khác, và 1,01% từ hai hay nhiều chủng tộc. Tây Ban Nha hoặc La tinh bất cứ chủng tộc nào chiếm 7,29% dân số.
Có 29.296 hộ gia đình trong đó 31,6% có trẻ em dưới độ tuổi 18 sống với họ, 42,0% đã kết hôn cặp vợ chồng sống với nhau, 19,3% đã có một chủ hộ phụ nữ không có hiện tại chồng, và 34,5% người không gia đình. 29,4% của tất cả các hộ gia đình đã được thực hiện của các cá nhân và 10,9% có ai đó sống một mình từ 65 tuổi trở lên. Quy mô hộ gia đình trung bình là 2,47 và kích cỡ gia đình trung bình là 3,06.
Trong thành phố, dân số đã được trải ra với 26,0% dưới 18 tuổi, 9,8% 18-24, 28,9% 25-44, 21,8% 45-64, và 13,5% từ 65 tuổi trở lên. Độ tuổi trung bình là 35 năm. Đối với mỗi 100 nữ có 88,0 nam giới. Đối với mỗi phụ nữ tuổi 100 18 trở lên, có 83,1 nam giới.
Thu nhập trung bình của một hộ gia đình trong thành phố là 31.169 $, và thu nhập trung bình cho một gia đình là $ 41.041. Nam giới có thu nhập trung bình là $ 30.682 so với $ 22.363 đối với nữ giới. Thu nhập bình quân đầu người thành phố là 17.813 $. Khoảng 16,5% gia đình và 25,2% dân số dưới mức nghèo khổ, trong đó có 29,5% của những người dưới 18 tuổi và 20,4% của những người 65 tuổi hoặc hơn.